# Sakamoto Ryōma
Pour les articles homonymes, voir Sakamoto.
 (novembre 2017).
Compléments
Nom historique　Naokage, Naonari
Sakamoto Ryōma (坂本 龍馬), 3 janvier 1836 – 10 décembre 1867 était l'un des dirigeants du mouvement visant à renverser le shogunat Tokugawa pendant la période Bakumatsu du Japon. Ryōma se faisait appeler Saidani Umetarō (才谷梅太郎, Saidani Umetarō) pendant son travail pour maintenir la cohésion sociale du Japon alors qu'il formait un gouvernement moderne apte à faire entrer son pays dans la communauté internationale (qui était à l'époque en pleine expansion coloniale) sans y perdre sa souveraineté nationale.

## Débuts de carrière
Ryōma nait à Kōchi, fief han de la province de Tosa (l'actuelle préfecture de Kōchi) sur l'île de Shikoku. D'après le calendrier japonais, il est donc né pendant la sixième année de l'ère Tenpō (pendant le règne de l'empereur Ninko). Sa famille avait acquis une aisance financière en tant que brasseurs de saké (dans une boutique nommée Saïtaniya) qui lui permit d'acheter le statut de « samouraï marchand », le rang le plus bas de la caste des samouraïs. Malmené à l'école par ses camarades, la sœur de Ryōma l'inscrit à des cours d'escrime dont il sortira, une fois adulte, en épéiste accompli. En 1853 pendant l'ère Edo, alors qu'il était élève de Chiba Sadakichi, maitre d'arme de l'école d'escrime Hokushin Ittō-ryū, le commodore  Perry des États-Unis amarre la flotte qui forcera le Japon à sortir de sa  politique nationale isolationniste. Ryōma s'engagea donc dans le patriotisme qui régnait alors dans la caste samouraï de l'époque suivant la philosophie politique nommée Sonnō jōi (« révère l'Empereur, repousse les barbares »). Takechi Hanpeita le recruta dans un parti s'opposant au shogunat Tokugawa et soutenant l'Empereur dans la province de Tosa, mais fut banni quand leur complot pour prendre le contrôle de la province fut dévoilé. De samouraï, Ryōma était devenu rōnin.

## Bakumatsu (fin du shogunat Tokugawa)

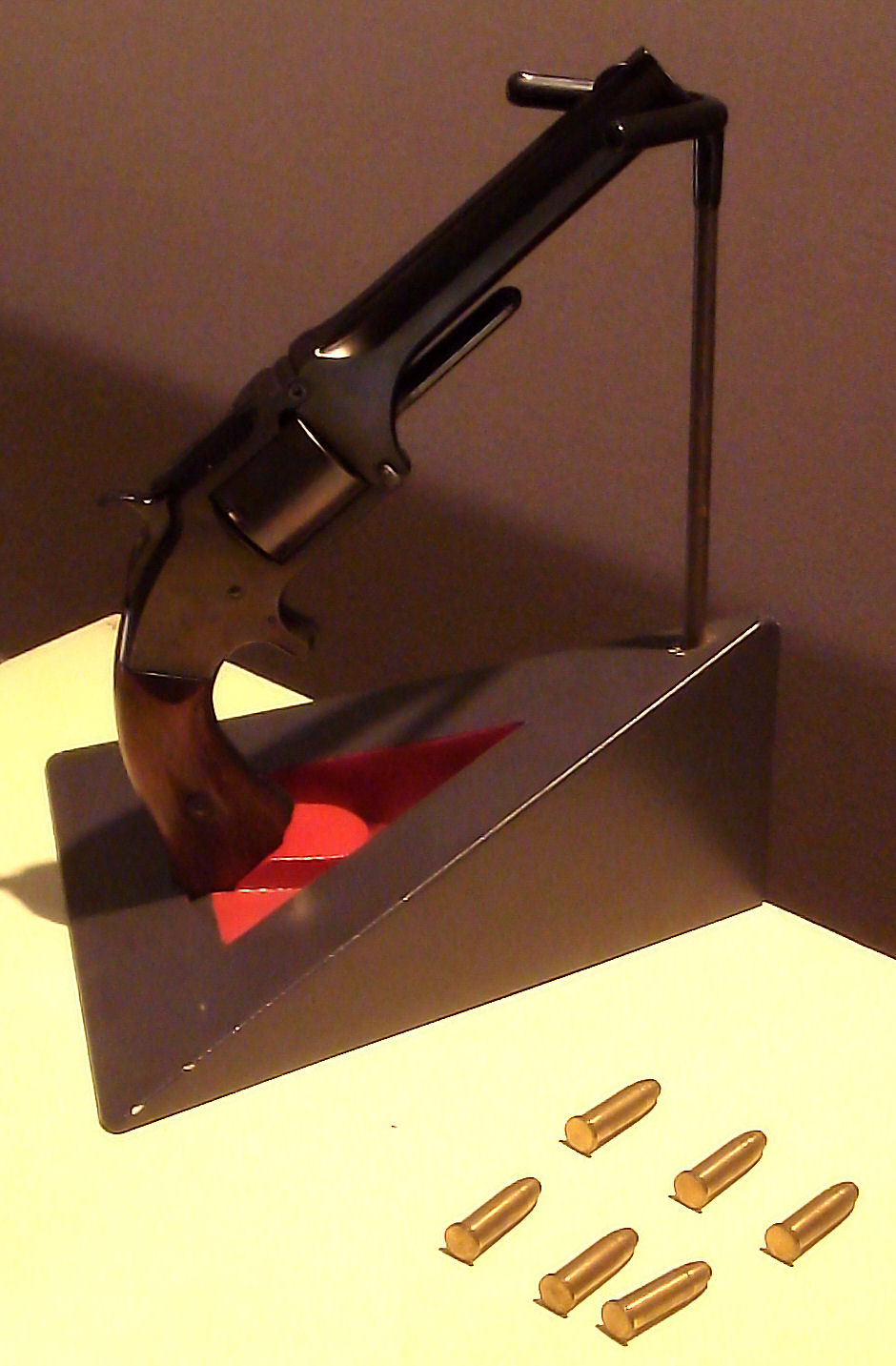
Smith and Wesson Army No2 Revolver identique à celui de Sakamoto Ryōma

Devenu rōnin, Ryōma choisit d'assassiner Katsu Kaishū, un officiel haut gradé du shogunat Tokugawa, fervent partisan de l'occidentalisation et de la modernisation du Japon. Pourtant, Katsu Kaishū parvint à persuader Ryōma de la futilité qu'il y avait à combattre les pouvoirs occidentaux sachant l'état du Japon à l'époque et de la nécessité pour le pays d'avoir un projet à long terme qui pourrait accroître sa puissance militaire. Ainsi, au lieu de le tuer, Ryōma devint l'assistant et le protégé de Katsu Kaishū.
Pendant l'année 1864 qui augurait déjà du déclin du shogunat Tokugawa, Ryōma fuit à Kagoshima, ville de la province de Satsuma (薩摩藩, Satsuma Han) où se développait un centre majeur du mouvement antishogunal. Ce fut Ryōma qui négocia l'alliance secrète de Satsuma-Chōshū (dite « Satchō ») entre les provinces de Satsuma et de Chōshū : ces deux provinces étaient des ennemis jurés, le statut de « négociateur neutre » de Ryōma joua ainsi un rôle décisif pour établir la confiance entre les deux parties.

Drapeau du Kaientai

Ryōma est souvent considéré comme le « père » de la Marine Impériale Japonaise puisqu'il travaillait à la création de forces navales modernes avec l'aide des puissances occidentales qui pourraient permettre à Satsuma et Chōshū de tenir tête aux forces navales du shogunat Tokugawa. En octobre 1873, Katsu Kaishū deviendra d'ailleurs le général en chef de la marine japonaise.[réf. nécessaire] Grâce à l'aide de la province de Satsuma, Ryōma fonda à Nagasaki la première société anonyme moderne du Japon, la Kameyamashachū (亀山社中), une entreprise commerciale qui servait aussi de marine privée, et qui changera de nom plus tard pour devenir la Kaientai (海援隊).
La franche victoire de la province de Chōshū sur l'armée Tokugawa en 1866 couplée à la chute inéluctable du shogunat firent de Ryōma une personne importante aux yeux de ses anciens maitres à Tosa. Ainsi Ryōma fut-il rappelé à Kōchi avec les honneurs. La province de Tosa souhaitait en effet établir un accord avec le shogunat et l'Empereur afin d'empêcher l'alliance Satchō de renverser les Tokugawas par la force et de s'imposer comme la nouvelle force dirigeante du Japon. Ryōma joua à cet égard un rôle décisif dans les négociations qui conduisirent en 1867 à la démission volontaire du shogun en place, Tokugawa Yoshinobu, amenant ainsi le Japon dans la Restauration de Meiji (明治維新, Meiji Ishin).
Ryōma fut assassiné à l'âge de 31 ans dans l'auberge Ōmiya (近江屋) du quartier Kawaramachi à Kyoto à peine quelques mois après la démission de Tokugawa (à noter que si on adopte l'ancien calendrier lunaire, il serait né le 15 novembre 1835 et mort le jour même de son anniversaire en 1867). Les premiers rapports d'enquête accusaient des membres du Shinsen Gumi (une milice shogunale) des meurtres de Ryōma et de son ami, le chef de village Nakaoka Shintarō (中岡慎太郎). Le chef du Shinsen Gumi,  Kondō Isami, fut notamment exécuté sur cette base. Mais un autre groupe partisan du shogun, le groupe Mimawarigumi dirigé par Imai Nobuo, revendiqua le meurtre en 1870. Bien que Sasaki Tadasaburō (chef présumé de l'opération) et Imai Nobuo furent accusés, le véritable assassin de Ryōma ne fut jamais jugé en tribunal.

## Postérité

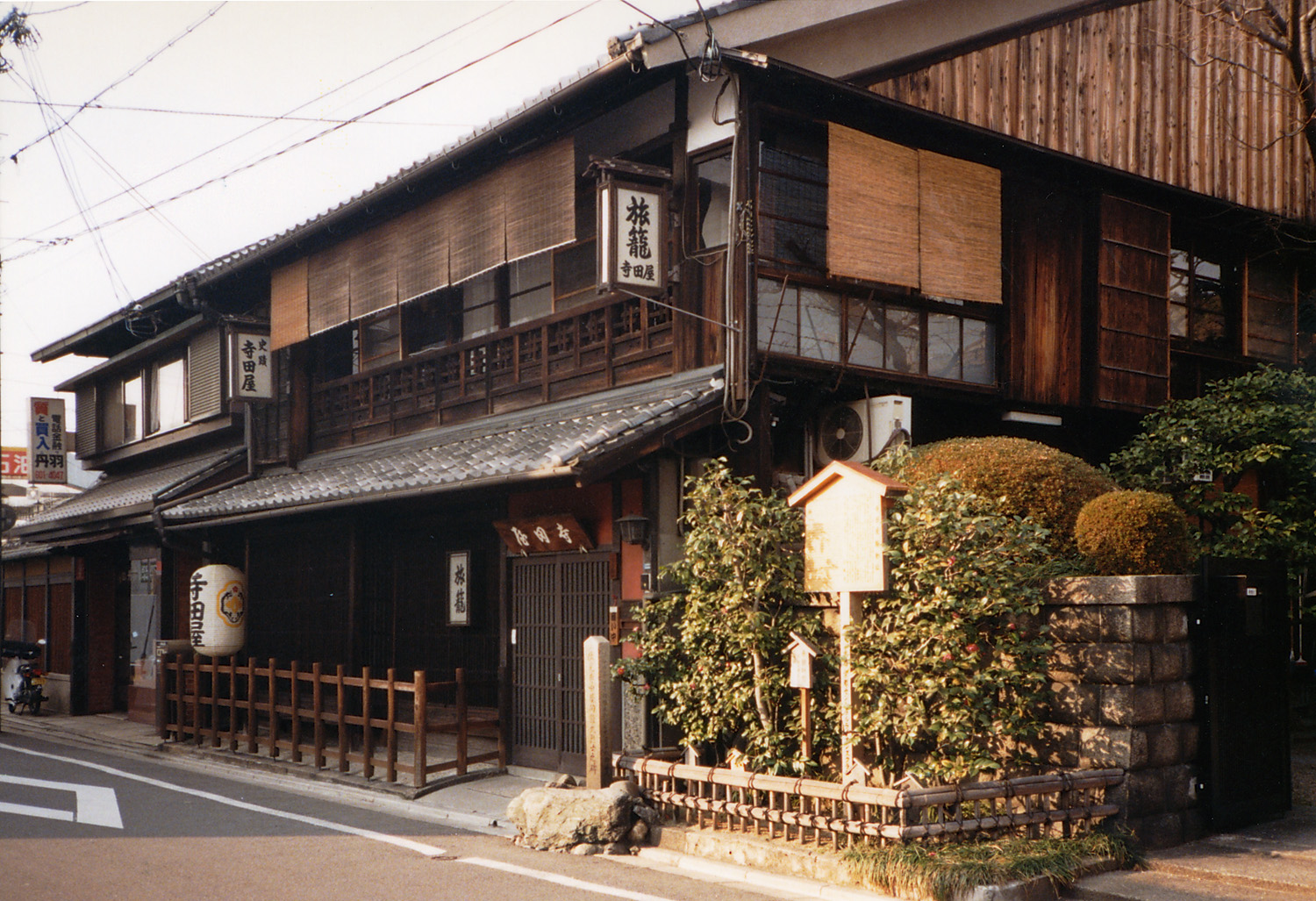
L'auberge Teradaya à Kyoto où Ryōma fut agressé et blessé pendant l'incident de Teradaya.

Ryōma était un visionnaire qui imaginait un Japon qui ne tomberait pas dans les pièges de la féodalité. Il lut et s'inspira beaucoup de l'exemple des États-Unis suivant lequel « tous les hommes sont nés égaux ». Il s'était rendu compte que face à un monde étranger à l'avance technologique et industrielle considérable, le Japon devait impérativement se moderniser pour éviter de se faire coloniser ou de se faire découper en « sphères d'influence » comme la Chine. Il était également souvent perçu comme une anomalie dans le paysage politique de l'époque puisqu'il portait le costume traditionnel des samouraïs mais des chaussures occidentales.
C'est à lui qu'on doit Senchu-Hassaku (Les Huit points vitaux en politique) et proposé le transfert du pouvoir à l'Empereur et au gouvernement de Meiji (Taisei-Hokan).

## Honneurs contemporains
Le 15 novembre 2003, l'aéroport de Kōchi a été renommé aéroport de Kōchi Ryōma (高知龍馬空港, code IATA "KCZ") en son honneur. À Kōchi, il existe un musée dédié à la mémoire de Sakamoto Ryōma. Le 15 novembre 2009, un musée à la mémoire de Sakamoto Ryōma a été construit à Hakodate, une ville d'Hokkaidō. L'astéroïde 2835 Ryōma porte son nom, et l'astéroïde 5823 Oryo celui de sa femme.
Un article publié en 2010 par le Japan Times écrit que « Ryōma a inspiré au moins sept séries télé, six romans, sept grands mangas et cinq films ». Cette remarque vient de la description que l'acteur Masaharu Fukuyama a faite de son rôle de Ryōma dans la série Ryōmaden sur la chaîne NHK, suivant lequel Ryōma est « le genre de personne dans lequel chacun peut s'identifier ».
Plusieurs images de Ryōma dont celle de sa célèbre statue sur la plage Katsurahama apparaissent tout au long du film The Harimaya Bridge tourné à Kōchi. Il fait aussi une apparition dans le manga historique Shura no Toki qui a été adapté en animé Mutsu Enmei-ryū Gaiden: Shura no Toki, ainsi que dans la série historique Jin et Ryōmaden, diffusée actuellement sur NHK et qui en narre la vie.
L'association des lutteurs professionnel japonais, la Kai En Tai, doit son nom à un hommage à l'entreprise de Ryōma, la Kaientai. Un groupe musical porte également le nom de cette entreprise. Sakamoto Ryōma apparaît en personnage jouable dans Live A Live, un jeu Super Famicon théoriquement jamais exporté mais dont la qualité lui avait valu une traduction amateur en anglais. Il apparaît également sous les traits de Kazuma Kiryu en tant que personnage principal dans le jeu Yakuza Ishin (jap. Ryū Ga Gotoku Ishin) sorti le 22 février 2014 sur PS3 et PS4 uniquement au Japon et son remake Like a Dragon Ishin! sorti mondialement en 2023. Il est aussi un des personnages principaux du manga Jin de Motoka Murakami, dans la serie télévisé, il est joué par l'acteur Seiyo Uchino. Dans le manga Keishisho 24, tome 4, chapitre 19(éditionfrançaise), il y apparait comme personnage.

## Famille

### Parents
- ♂ Hachihei (nom historique : Naotari)
- ♀ Sachi (ja)
- ♀ Iyo (belle-mère)

### Frères et sœurs
- ♂ Gonpei (aîné)
- ♀ Chizu (aînée)
- ♀ Ei (cadette)
- ♀ Tome (benjamine)

### Épouse
- Narasaki Ryō dite Oryō

### Enfant
- Tarō (fils adopté d'Oryō)